# Бракила
Бракила (также Брахила или Бравила; лат. Bracila, Brachila или Bravila; казнён 11 июля 477, Равенна) — комит правителя Италии Одоакра, казнённый за мятеж против этого короля.

## Биография
Бракила известен из нескольких раннесредневековых исторических источников: «Хроники» Марцеллина Комита, «О происхождении и деяниях гетов» Иордана, «Старших Венских фастов» и «Копенгагенского продолжения „Хроники“ Проспера Аквитанского».
О происхождении Бракилы сведений в современных ему источниках не сохранилось, но, вероятно, он имел знатное происхождение. На основании ономастических данных предполагается, что он был германцем.
В 477 году Бракила был комитом, подвластным ставшему в прошлом году правителем Италии Одоакру. Обвинённый в мятеже против короля, 11 июля того же года он был казнён в Равенне. По утверждению Иордана, Одоакр повелел его убить «чтобы внушить римлянам страх к себе». Скорее всего, Бракила представлял интересы тех подданных Одоакра, которые были недовольны правлением нового властителя Апеннинского полуострова. По одному мнению, Бракила был противником решения Одоакра самостоятельно управлять итальянскими владениями бывшей Западной Римской империи, не возводя на престол какого-нибудь номинального императора. По другому мнению, Бракила сам претендовал на власть над Италией. Также существуют предположения, что недовольство германцев могло вызвать слишком медленное по их мнению распределение обещанной им Одоакром трети земель (лат. hospitalitas) Апеннинского полуострова, или интриги находившегося в изгнании в Далмации императора Юлия Непота. Отсутствие упоминаний о каких-либо подвергшихся репрессиям римлянах может свидетельствовать, что основными участниками заговора были германские подданные Одоакра.
Казнь Бракилы была следствием борьбы за власть между различными группами варваров в первые годы правления Одоакра. Тем не менее, этот мятеж, а также восстание Адариха в 478 году — единственные бунты во всё продлившееся до 493 года правление Одоакра. Это должно свидетельствовать о способности властителя Италии поддерживать свой авторитет как среди варваров, так и местных римлян.

## Комментарии
1. ↑  По другим сведениям, Бракила был казнён 9 июля 477 года[3][7].